# Elijah S. Grammer

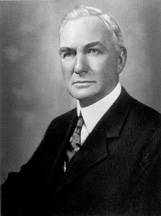
Elijah S. Grammer

Elijah Sherman Grammer (* 3. April 1868 in Quincy, Hickory County, Missouri; † 19. November 1936 in Seattle, Washington) war ein US-amerikanischer Politiker, der den Bundesstaat Washington im US-Senat vertrat.

## Biografie
Elijah Grammer wurde in eine Großfamilie hinein geboren. So war er das drittjüngste von insgesamt acht Kindern von John W. Grammer und dessen zweiter Frau, Sarah Frances Miller. Er absolvierte nach dem Besuch der Pflichtschulen das College in Bentonville, Arkansas und zog erstmals 1887 in den Staat Washington. Hier war Grammer in den beiden Jahren vor der Aufnahme Washingtons in die Union als Statistiker und Datenerheber tätig. Auch leitete er selbst einen solchen Stützpunkt in Tacoma. Im Jahr 1892 kehrte Grammer nach Bentonville zurück, um das College zu komplettieren, ehe er im Jahr 1897 nach Alaska zog. Hier arbeitete er in den kommenden vier Jahren ebenfalls als Statistiker und Datenerheber. 1901 zog Grammer zurück nach Washington, wo er in seinem Metier als selbstständiger Statistiker für zahlreiche Unternehmen tätig war. Von 1916 bis 1917 wurde Grammer zum Gewerkschaftspräsidenten der Angestellten von Washington ernannt. In den Jahren 1918 und 1919 diente Grammer als Major im Ersten Weltkrieg.

## Politik
Nach dem Tod von Wesley Livsey Jones wurde Grammer, der Parteimitglied der Republikaner war, am 22. November 1932 zu dessen Nachfolger als Senator der Vereinigten Staaten ernannt. Grammers Amtszeit von vier Monaten bis zum 3. März 1933 war die bislang kürzeste in der Geschichte der Senatoren von Washington.
Grammer selbst war an einer Wiederwahl nicht interessiert und kehrte in sein Büro nach Seattle zurück. Hier starb er drei Jahre später, im November 1936, an einer Thrombose.